# Harold Whitlock
Hector Harold Whitlock (16. prosince 1903 Londýn – 27. prosince 1985 Wicklewood ve hrabství Norfolk) byl britský atlet, olympijský vítěz v chůzi na 50 km v roce 1936.

## Sportovní kariéra
V roce 1931 vybojoval druhé místo na mistrovství Velké Británie v chůzi na 50 km. Mistrovský titul na této trati získal v roce 1933 a v letech 1935 až 1939. Startoval na olympiádě v Berlíně v roce 1936. V závodě v chůzi na 50 km patřil k favoritům. I přes zdravotní problémy na trati zvítězil s více než minutovým náskokem. V Paříži v roce 1938 se stal rovněž mistrem Evropy na této trati. Ve sportovní kariéře pokračoval i po druhé světové válce. V roce 1952 vybojoval nominaci na olympijský závod na 50 km v Helsinkách, kde skončil jedenáctý.
Po ukončení sportovní kariéry byl sportovním funkcionářem, trenérem a rozhodčím. Jeho svěřencem byl mj. olympijský vítěz v roce 1960 Don Thompson. V roce 1966 získal Řád Britského impéria.